# 紳士録商法
紳士録商法（しんしろくしょうほう）とは、紳士録と称する名簿に氏名を掲載することにより、掲載料を取り、あるいはその紳士録（本）を売りつける商法のことをいう。申込みもしない紳士録が勝手に送られてくることもある（送りつけ商法）。また、大学などの同窓会名簿でも同種の商法がある。

## 概要
背景としては、1889年から交詢社（現・交詢社出版局）が隔年で出版していた『日本紳士録』や、1903年から興信データが出版していた『人事興信録』の存在がある。江戸時代の士農工商・賤民（穢多非人）の出自に関係なく、こうした紳士録や何らかの名簿に載ることが社会的なステータスや実利となっていた時代があり、それを逆手にとった詐欺的な出版商法として始まった。

## 手口の例
手管を弄して本人の意思によらず、あるいは反して紳士録へ掲載したうえで掲載料・登録料を請求したり、冊子購入の契約成立を主張して代金を要求する例が多い。ほかにも、実際には紳士録を作成せず掲載料だけを詐取する手口や、掲載を断る相手から削除校訂料名目の代金を脅し取る手口などがある。

## 紳士録商法の応用
暴力団等反社会的勢力に対する締め付け強化から、反社会的勢力リストに掲載される不利益が大きくなっている。反社リストからの氏名情報削除と引き換えに金銭を要求する手口も出ている。